# Райт-ім-Альпбахталь
Райт-ім-Альпбахталь (нім. Reith im Alpbachtal) — містечко й громада округу Куфштайн у землі Тіроль, Австрія.
Райт-ім-Альпбахталь лежить на висоті 637 м над рівнем моря і займає площу 27,41 км². Громада налічує 2673 мешканців.
Густота населення 98/км².
|                                              |
| Райт-ім-Альпбахталь на мапі округу та землі. |

 Адреса управління громади: Dorf 1, 6235 Reith im Alpbachtal.